# Ben Sidran
Ben Sidran (né à Chicago le 14 août 1943) est un musicien de jazz américain (pianiste, organiste, chanteur), compositeur, musicologue, journaliste, producteur de radio et de télévision. Il est essentiellement connu pour sa participation au Steve Miller Band.

## Biographie
Sa carrière de musicien débute à l'université du Wisconsin à Madison en 1962, où il devient membre du groupe rock The Ardells, avec Steve Miller et Boz Scaggs. Mais ces derniers, poussés par le succès, quittent le Wisconsin pour la côte ouest en 1965.
Ben Sidran reste à l’université jusqu’en 1966, date de l’obtention de son diplôme en littérature anglaise. Il part ensuite en Angleterre à l'université du Sussex où il obtient un doctorat. Sa thèse, intitulée Une histoire culturelle de la musique noire en Amérique (A Cultural History of Black Music in America ) a été publiée en 1972 sous le titre Black Talk et est devenue un ouvrage de référence dans l’histoire du jazz.
C’est pendant ses études en Angleterre qu’il retrouve Steve Miller pour l’enregistrement de l’album Children of the Future du Steve Miller Band (1968), et de l'album Brave New World pour lequel il compose Space Cowboy. Il participe ensuite à d’autres productions comme musicien de concert, avec les Rolling Stones, Peter Frampton, Eric Clapton, Charlie Watts, avant de revenir aux États-Unis en 1970.
Après un bref séjour à Los Angeles comme musicien de studio et producteur de disques, où il fait équipe avec Boz Scaggs et le batteur Jim Keltner, Ben Sidran  retourne à Madison en 1971, ville universitaire qui est encore aujourd’hui son lieu de résidence. Il se tourne alors vers le jazz aux côtés de musiciens comme le batteur Clyde Stubblefield.
Les années suivantes, tout en continuant à voyager, à jouer et à produire, il donne à l’université du Wisconsin-Madison des cours sur l'esthétique sociale de la production musicale. À partir de 1975, il produit et anime pour la chaîne National Public Radio (NPR) une série d’émissions sur le jazz (Jazz Alive!) et, dans les années 1980, une série de reportages sur le jazz (New Visions) pour la chaîne de télévision câblée NV1.
Il enregistre plus de 30 albums dont Bop City avec Eddie Gomez et Peter Erskine, Have You Met Barcelona ? avec Johnny Griffin, Jimmy Woode et Ben Riley. Il joue avec Gil Evans, Dizzy Gillespie, Bobby McFerrin et Manhattan Transfer au Carnegie Hall, avec les Brecker Brothers au Montreux Jazz Festival et au Newport Jazz Festival.
Il a travaillé avec Mose Allison, Van Morrison, Diana Ross, Rickie Lee Jones, Booker T. Jones, Phil Woods, Sarah Vaughan, Herbie Hancock, Wynton Marsalis et Annie Ross. Il a également été actif en tant que producteur de musique avec la création de son label Go Jazz (1990), avec des artistes comme Tony Williams, Richie Cole, Jon Hendricks ou Georgie Fame.Son quartet habituel est formé de Bob Rockwell (ts), Billy Peterson (b), et Leo Sidran (d).
Ben Sidran chante au piano avec un style très personnel et reconnaissable, un mélange de voix chantée et parlée, une sorte de jazz-rap groove et bebop, qui laisse aux textes une place prépondérante : il fait de ses chansons des commentaires érudits (sur l’histoire du jazz : Piano Players ; sur la vie de Garcia Lorca : Concert for Garcia Lorca), souvent humoristiques, toujours engagés. Il continue à donner des conférences dans les universités, plus récemment sur des sujets ayant trait aux Juifs, à la musique, au rêve américain. Son album Dylan Different reprend des thèmes de chansons de Bob Dylan, où il joue avec le bassiste Billy Peterson, qui a enregistré lui-même avec Bob Dylan.
Ben Sidran est membre de l'American Society of Composers, Authors and Publishers. Le batteur et guitariste Leo Sidran est son fils.

## Récompenses
- Peabody Award en 1982 pour sa série radiophonique « Jazz Alive! » sur NPR en 1982.
- Lauréat de l'International Radio Festival en 1986 pour l’émission « Sidran on record ».
- ACE Award pour sa série « New Visions » sur la chaîne câblée VH1, en 1989.
- Sundance Audience Award et New-York Film Critics Award pour la bande originale du film « Hoop Dreams » en 1994.
- Ben Sidran est nommé Compagnon de l'Académie des sciences, arts et lettres du Wisconsin en 1996, et reçoit le Distinguished Alumnus Award, le prix des anciens élèves de l'université du Wisconsin à Madison.
- Prix du festival du film d’Aspen, Emmy Award, et Directors Guild of America Award, pour la bande originale du documentaire « Vietnam Long Time Coming » en 1998.
- Nomination aux Grammy Awards pour son disque « Concert for Garcia Lorca » en 2000.
- Parent’s Choice Award pour son disque « El Elefante » en 2003.
- Compositeur de la musique du documentaire « With All Deliberate Speed », récompensé par un Emmy Award en 2004.

## Livres de Ben Sidran
- (en) Black Talk (Holt, 1971),
- (en) Black Talk (Da Capo Press, 1981) : réédition avec préface de Archie Shepp,
- (fr) Talking Jazz, Conversations au cœur du jazz (traduction française, Night & Day Library, 2005) : transcription de 40 interviews de musiciens de jazz de son émission Sidran on Record (Sonny Rollins, Miles Davis, Art Blakey, Dizzy Gillespie),
- (en) A Life in The Music (autobiographie) (Taylor Trade, 2003),
- (en) There Was A Fire: Jews, Music and the American Dream, essai sur l'influence juive dans la musique américaine (Nardis Books, 2012),
- Ben Sidran a écrit pour les magazines Rolling Stone, Esquire, Jazz Magazine (France), et Swing Journal (Japon).

## Émissions produites ou animées par Ben Sidran
- The Week-End Starts Now, 1973-1974, WMTV,
- Sing me a Jazz Song et Dizzy Gillespie's Bebop Reunion 1975-1976, WTTW
- Soundstage, 1975-1976, WMTV,
- Jazz Alive!, 1981-1983, NPR,
- All Things Considered, 1983-1985, NPR,
- Sidran on Record, 1985-1990, NPR,
- Higher Goals", 1993, PBS
- Jazz Profiles, 1996-1999, NPR,
- New Visions, 1988-1991, VH1 Cable Network.

## Labels
- Go Jazz Records : fondateur et producteur,
- Nardis Music : cofondateur et producteur.

## Discographie
En tant que co-leader :

## Reportages ou films
- Jazz Legends : Live au Palais des Festivals de Cannes 1989 (2004),
- In Concert at Ohne Filter 1995 (2005),
- On the Live Side (Go Jazz, 2004).